# Gwanaksan (métro de Séoul)
Gwanaksan (en coréen : 관악산(서울대)역) est une station, terminus, de la ligne Sillim du métro de Séoul. Elle est située au 211, Sillim-dong, dans l'arrondissement de Gwanak-gu, à Séoul en Corée du Sud.
Ouverte en 2022, elle est desservie par les rames automatiques de la ligne Sillim.

## Situation sur le réseau

Plan du réseau (2023)

Établie en souterrain, la station terminus Gwanaksan est située sur la ligne Sillim du métro de Séoul, avant la station Seoul National University Venture Town, en direction du terminus nord Saetgang.

## Histoire
La station terminus Gwanaksan  est mise en service le 28 mai 2022, lors de l'ouverture à l'exploitation des 8,1 km de la ligne Sillim du métro de Séoul,.

## Services aux voyageurs

### Accès et accueil
Établie au 211 Sillim-dong, la station dispose de deux niveaux en sous-sol : au niveau le plus profond se situe la station avec ses deux voies encadrées par deux quais latéraux équipés de portes palières. Deux ascenseurs, des escaliers et des escaliers mécaniques, permettent les liaisons avec la mezzanine ou l'on trouve notamment les automates pour l'achat des titres de transport et les tourniquets de contrôle. Un ascenseur fait directement le lien avec la surface alors qu'un escalier et un escalier mécanique permettent de rejoindre l'unique accès/sortie numéroté 1, situés en surface. Outre les ascenseurs, la station dispose de toilettes et d'une salle de soin pour les personnes en situation de handicap.

### Desserte
Gwanaksan est desservie par les rames automatiques de la ligne Sillim dont elle est le terminus sud.

Installations ligne Sillim
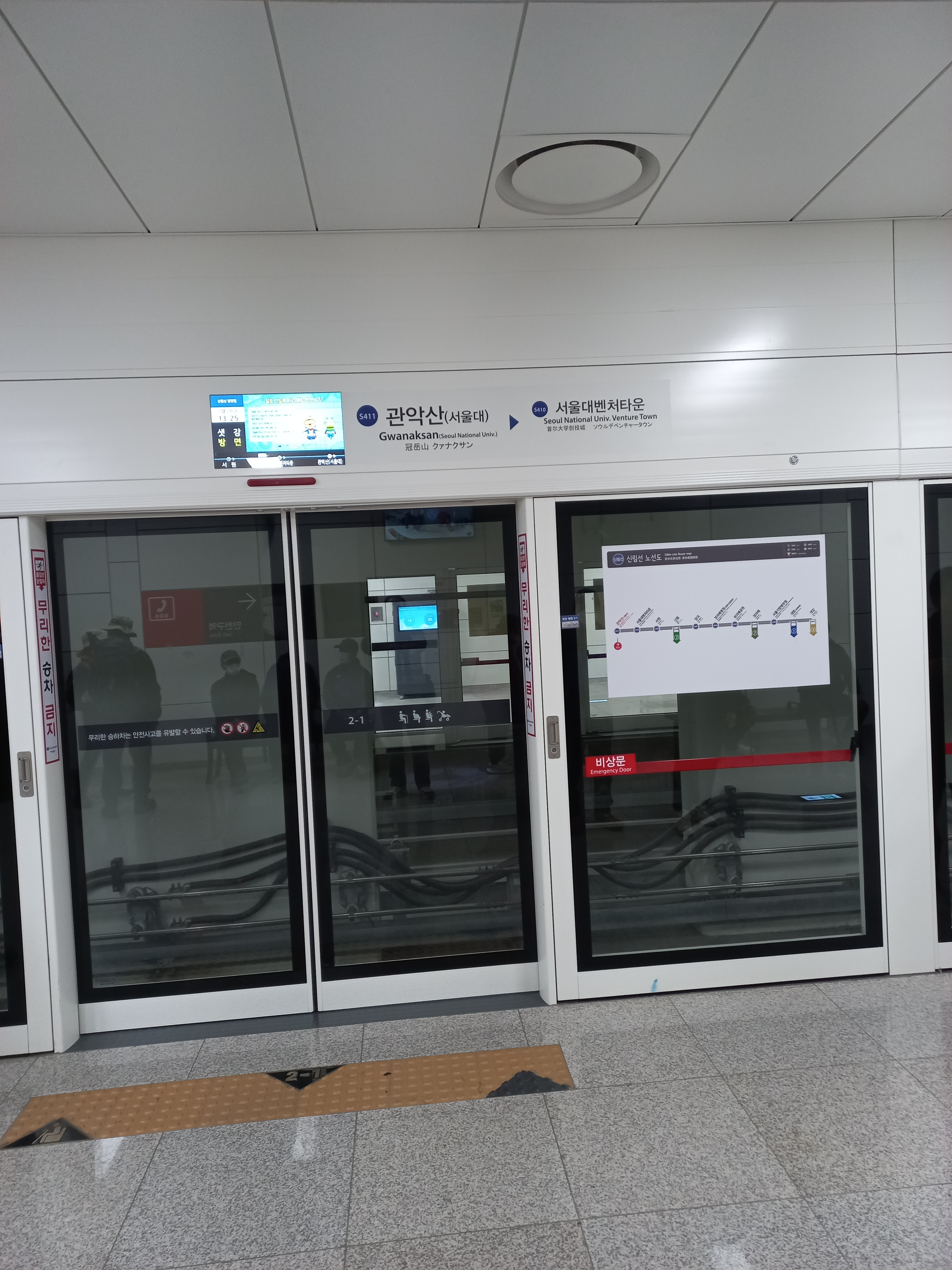
En 2023.
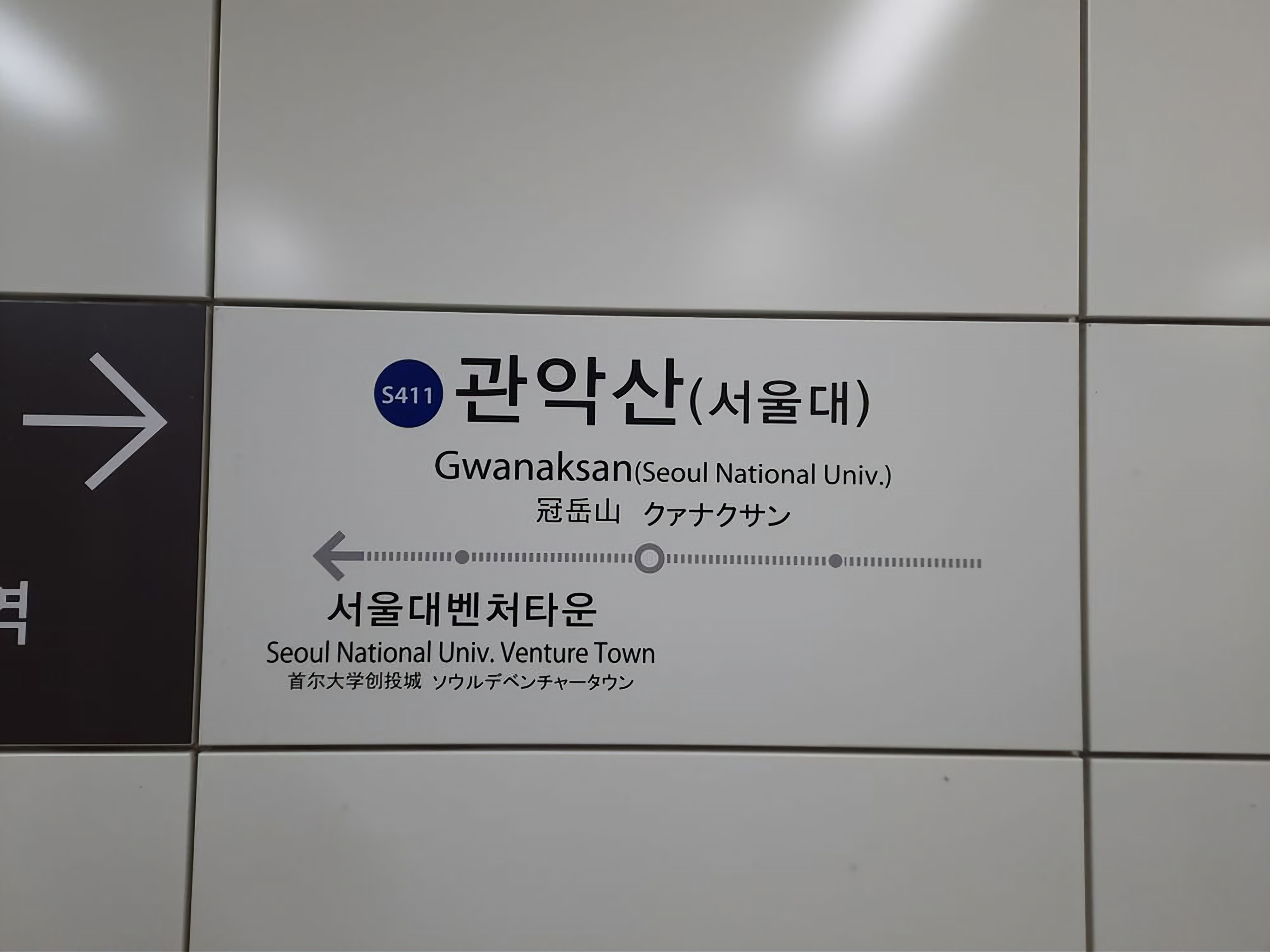
En 2O22.
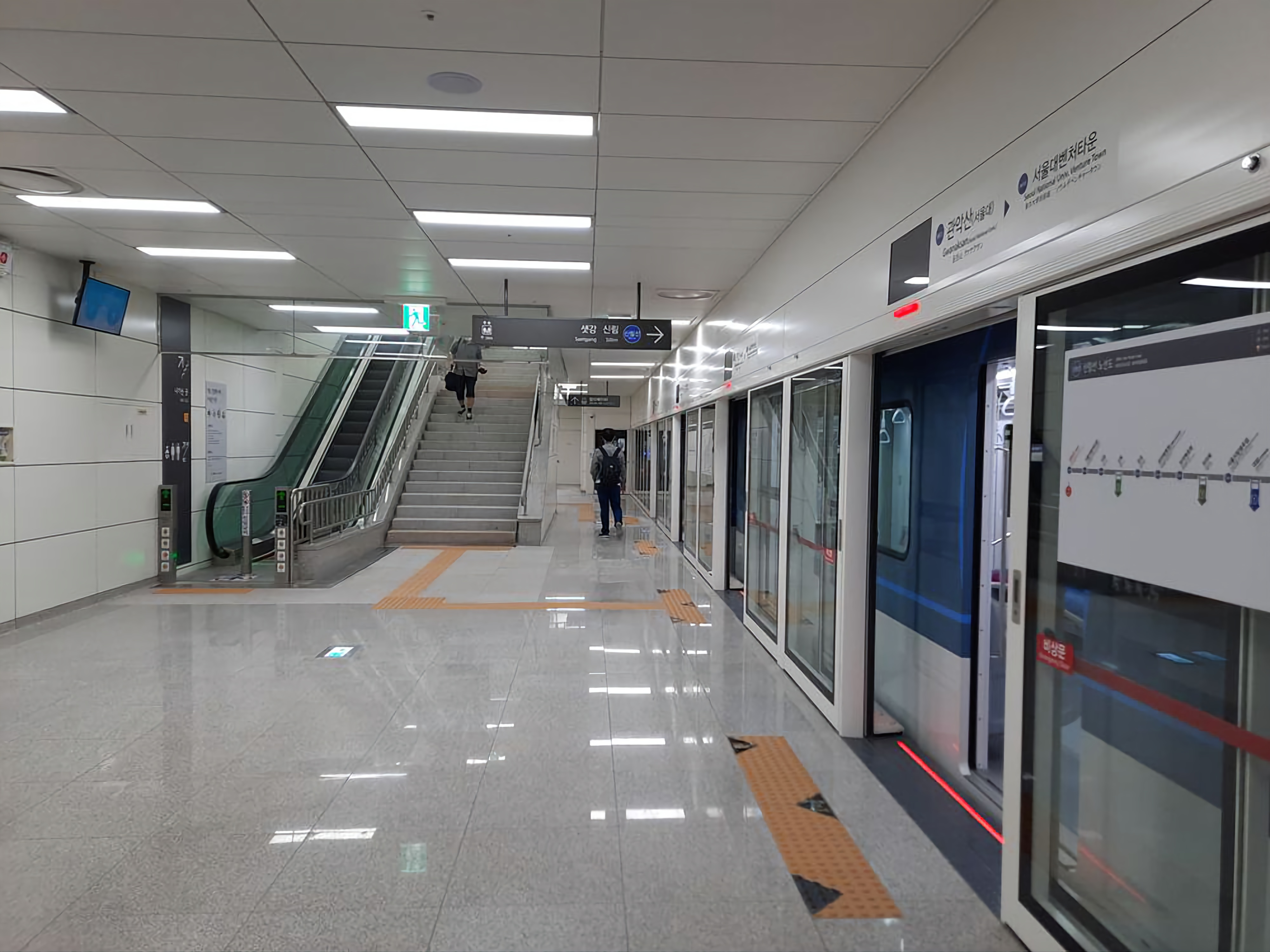
En 2022.

### Intermodalité
Des arrêts de bus sont situés à proximité des accès.

## À proximité
Elle dessert notamment parc Gwanaksan.